# Hyssia paupera
Hyssia paupera är en fjärilsart som beskrevs av Köhler 1947. Hyssia paupera ingår i släktet Hyssia och familjen nattflyn. Inga underarter finns listade i Catalogue of Life.